# Vladimír Frühauf
Vladimír Frühauf (* 22. června 1937, Lovosice) je český sbormistr a pedagog.
Řadu let působil jako středoškolský pedagog hudební výchovy na gymnáziu v Lovosicích a Gymnáziu Josefa Jungmanna v Litoměřicích. V roce 1960 založil dětský pěvecký sbor Hlásek, od roku 1975 působil na Střední pedagogické škole v Litoměřicích, kde se ujal vedení Dívčího pěveckého sboru Máj. V roce 2000 stál při zrodu Ženského komorního sboru Cantica Bohemica, který vede dodnes. Je členem sekce sborových dirigentů Asociace hudebních umělců a vědců v Praze.
Vystudoval FF UP Olomouc – obor Hudební výchova – nástroje, absolvoval sbormistrovské kurzy a semináře ÚDLUT a ÚKVČ Praha a studium sólového zpěvu u profesorky Jitky Švábové v Ústí nad Labem.
Je činný v okresních, krajských a ústředních porotách, moderuje sborové koncerty. Komponuje drobné vokální skladby a úpravy lidových písní.

## Sbormistrovská praxe
- 1960–1980	Dětský pěvecký sbor Hlásek Litoměřice
- 1970–1975	Komorní sbory Gymnázia J. Jungmanna Litoměřice
- 1975–2004	Dívčí pěvecký sbor Máj SPgŠ Litoměřice
- 2000–	Ženský komorní sbor Cantica Bohemica Litoměřice

## Ocenění
- 1968 – 1. cena v celostátní soutěži v Chrudimi (Hlásek)
- 1971 – Bronzový vavřín – vyspělé dětské sbory ve Svitavách (Hlásek)
- 1973 – Zlatá palma – Opava (Hlásek)
- 1990 – 1. cena cum laude Neerpelt (kategorie školních sborů – Máj)
- 1992 – 1. cena summa cum laude Neerpelt (kategorie školních sborů – Máj)
- 1994 – 1. cena summa cum laude Neerpelt (kategorie špičkových sborů – Máj)
- 1998 – 1. cena soutěž Orlando di Lasso v Římě (Máj)
- 1999 – Cena Františka Lýska za vynikající celoživotní práci v dětských a mládežnických sborech
- 2004 – absolutní prvenství v soutěži adventní a vánoční hudby Praha (Cantica B.)
- 2005 – mezinárodní festival „Cori di Europa“ v Itálii (Cantica B.)
- 2007 – 1. cena Musica religiosa Olomouc (Cantica B.)
- 2007 – 1. cena a zlatá medaile v mezinárodní soutěži Musica Religiosa Olomouc (Cantica B.)
- 2008 – Cena B. Smetany – za celoživotní přínos sborovému zpěvu udělovaná Unií českých sborů
- 2008 – laureát mezinárodního festivalu Musica Sacra Praha (Cantica B.)
- 2009 – zlatá medaile a vítěz kategorie duchovní hudba v mezinárodní soutěži Riva del Garda (Cantica B.)